# Hylaeus perkinsianus
Hylaeus perkinsianus är en biart som först beskrevs av Timberlake 1926.  Hylaeus perkinsianus ingår i släktet citronbin, och familjen korttungebin. Inga underarter finns listade i Catalogue of Life.